# Les Belles Promesses
Pour plus de détails, voir Fiche technique et Distribution.
Les Belles Promesses (The Green Promise) est un film américain réalisé par William D. Russell, sorti en 1949.

## Fiche technique
- Titre français : Les Belles Promesses[1]
- Titre original : The Green Promise
- Réalisation : William D. Russell
- Scénario : Monte Collins
- Photographie : John L. Russell
- Musique : Rudy Schrager
- Pays d'origine :  États-Unis
- Format : Noir et blanc - 1,33:1
- Genre : drame
- Date de sortie : 
  - États-Unis : 22 mars 1949
  - France : 14 septembre 1951

## Distribution
- Marguerite Chapman : Deborah Matthews
- Walter Brennan : Mr Matthews
- Robert Paige : David Barkley
- Natalie Wood : Susan Matthews
- Ted Donaldson (en) : Phineas Matthews
- Connie Marshall : Abigail Matthews
- Robert Ellis : Buzz Wexford
- Jeanne LaDuke : Jessie Wexford
- Irving Bacon : Julius Larkins
- Milburn Stone : Révérend Jim Benton
- Sam Flint : Dr Pomeroy (non crédité)
- Martin Milner : Joe (non crédité)
- Will Wright : Mr Grinstedt (non crédité)
- Lee Phelps (non crédité)